# Linognathus kimi
Linognathus kimi är en insektsart som beskrevs av Van der Merwe 1968. Linognathus kimi ingår i släktet Linognathus och familjen nötlöss. Inga underarter finns listade i Catalogue of Life.